# Agenarico
Agenarico (em latim: Agenarichus), mais tarde rebatizado como Serapião, foi um rei alamano ativo durante a segunda metade do século IV. Era filho de Mederico e sobrinho do rei Conodomário. Participou na decisiva batalha de Argentorato de 357 contra o césar Juliano e controlou a ala alamana direita. Possivelmente estava entre os nobres alamanos que se renderam após a batalha.